# Aaron Ghebre Owusu
Aaron Ghebre Owusu (Tigrinya ኣሮን ጌብረ ኦውሱ, geb. 13. Oktober 2006) ist ein eritreischer Schwimmer.

## Karriere
Aaron nahm an den Olympischen Spielen 2024 in Paris teil. Im Wettbewerb 50 m Freistil kam er auf Rang 51.
Außerdem schwamm er in den Schwimmweltmeisterschaften 2024 in Doha und den Schwimmweltmeisterschaften 2025 in Singapur.